# Rajd Paryż-Rouen

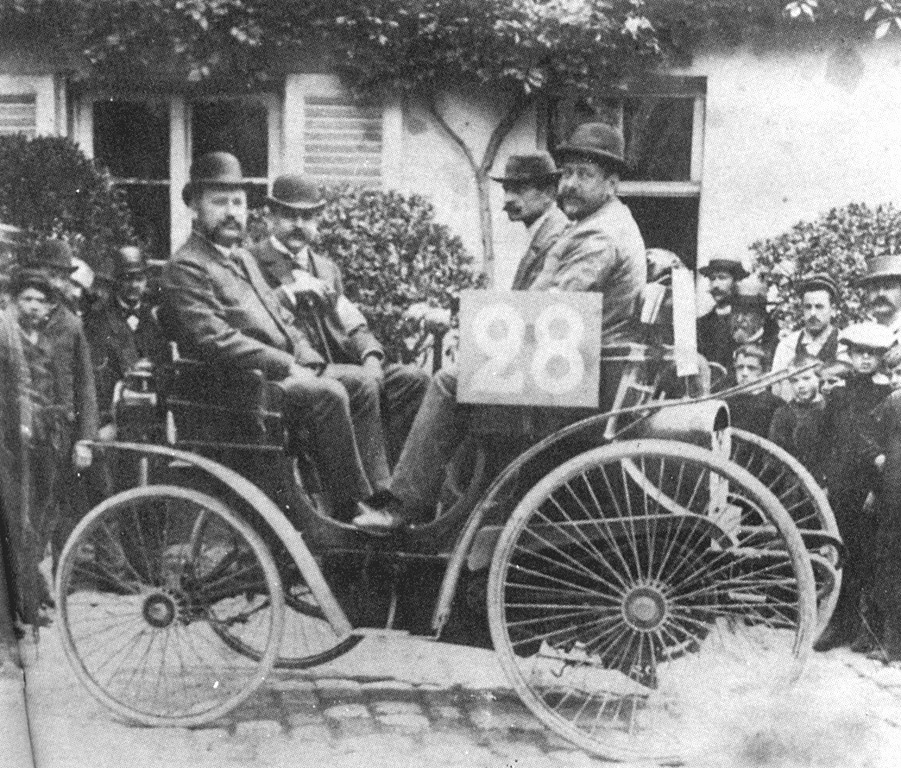
Auguste Doriot w samochodzie Peugeot podczas rajdu.

Rajd Paryż-Rouen (fr. Concours des Voitures sans Chevaux) – pierwsza impreza sportu samochodowego i pierwszy rajd samochodowy w historii.
Rajd odbył się 22 lipca 1894 roku, a jego pomysłodawcą był Pierre Giffard, redaktor naczelny francuskiego dziennika „Le Petit Journal”. Do zawodów zostały dopuszczone pojazdy samobieżne, „bezpieczne, łatwe w prowadzeniu i tanie w utrzymaniu”. Organizatorzy otrzymali 102 zgłoszenia napędzanych silnikami parowymi, elektrycznymi, spalinowymi oraz innymi (skompresowane powietrze, gaz, grawitacja, hydrauliczne, elektryczne itp.), 69 pojazdów wzięło udział w konkursie eliminacyjnym na długości 50 km, z czego 25 samochodów zostało dopuszczonych do konkursu głównego. Ostatecznie na starcie zawodów stanęło 21 pojazdów napędzanych silnikami parowymi i spalinowymi.
Zawody nie miały charakteru wyścigu – ich celem było pokazanie niezawodności samochodów. Kierowcy mieli do pokonania 126-kilometrową trasę z Paryża do Rouen, w całości przebiegającą drogami publicznymi. Wyznaczono na to czas 12 godzin. Zawody ukończyło 17 pojazdów, a najlepszy czas uzyskał Jules-Albert de Dion w samochodzie parowym własnej konstrukcji, który pokonał trasę w czasie 6 h 48 minut. Nie został jednak zwycięzcą, gdyż w końcowej klasyfikacji, oprócz czasu przejazdu, uwzględniono także komfort i bezpieczeństwo jazdy. Pierwsza nagroda przypadła ex aequo samochodom Peugeot i Panhard.

## Anegdota
W serialu animowanym "Był sobie człowiek", 24. odcinek (Och, piękna epoka), jest szybkie podsumowanie konkursu.